# Россия-2
«Россия-2» — бывший общероссийский познавательно-развлекательный, ранее — спортивный телеканал. Входил в состав Всероссийской государственной телевизионной и радиовещательной компании. Телеканал вышел в эфир 12 июня 2003 года под названием «Спорт» (также в СМИ часто упоминались альтернативные названия телеканала «РТР-Спорт» и «Россия-Спорт»). 1 января 2010 года сменил название на «Россия-2». Прекратил вещание 1 ноября 2015 года в 6:00 по московскому времени.
Редакции, комментаторские позиции и студии телеканала располагались в Шаболовском телецентре (АСК-2).

## История

### Предыстория
Вопрос о необходимости бесплатного спортивного вещания в стране возник ещё в 2002 году, когда вместо отключённого от эфира телеканала «ТВ-6» в течение короткого периода вещала эфирная версия спутникового канала «НТВ-Плюс Спорт», а также после случая с непоказом финального матча кубка Дэвиса (турнир не был показан на федеральном ТВ в связи с тем, что права на его трансляцию принадлежали компании «НТВ-Плюс»). Примерно в это же время президент России Владимир Путин заявил, что у граждан России должен быть общедоступный спортивный телеканал. В течение 2002—2003 годов рассматривалось, что базой для нового общедоступного спортивного телеканала может стать или телеканал «ТНТ», или же единственный на тот момент открытый спортивный телеканал «7ТВ». Этого не произошло, потому что сделка с ВГТРК по продаже канала «7ТВ» была сорвана.
Весной 2003 года в государственном холдинге ВГТРК было принято решение создавать собственный спортивный телеканал на базе своей спортивной редакции, а не канала 7ТВ, что задумывалось ранее. В качестве даты запуска изначально рассматривалось 1 января 2004 года, затем — 1 сентября 2003 года, старт нового телесезона. Вариант с 12 июня 2003 года стал активно продвигаться с начала-середины мая того же года в связи с ухудшением финансовой и кадровой ситуации на канале ТВС, в те годы занимавшем 6 ТВК в Москве. Учредителями нового телеканала, кроме непосредственно ВГТРК, также стали Госкомспорт Российской Федерации, правительство Москвы и некоммерческое партнёрство «Росмедиаком», в состав которого вошли Внешэкономбанк, Сбербанк и ВГТРК.
С 9 июня 2003 года началось тестовое вещание телеканала на 25 ТВК в Москве, которое представляло собой непрерывный показ его первой заставки стилизованных часов, отсчитывавших часы, минуты и секунды до начала официального вещания. Программа передач на первые дни вещания канала «Спорт» была примерно в это же время представлена в интернете и в ограниченном количестве печатных изданий (например, «Антенна-Телесемь», «Советский спорт», «Аргументы и факты», «Российская газета», «Цветной телевизор», «ТВ-7»). На постоянной основе её публикация началась только на неделе с 30 июня 2003 года — в еженедельной периодике, а в ежедневных изданиях — с 23-24 июня, в обоих случаях — в шестом столбце, ранее закреплённом за телеканалом ТВС.
5 июня 2003 года общероссийский телевизионный канал «Спорт» получил свою первую лицензию на осуществление телевизионного вещания (ЭЛ № 77-8025). При этом в телеэфире соответствующие выходные данные о регистрации канала как СМИ стали появляться только с середины 2007 года, по истечении лицензий на 6 ТВК у ЗАО «МНВК» и НП «Медиа-Социум» (по которым до указанного периода де-факто и шло вещание «Спорта»). На зарегистрированное в это время ЭСМИ «Общероссийский телевизионный канал „Спорт“» в данной конструкции возлагались обязанности по распространению телеканала по стране, а также разрешение вопросов лицензирования и реализации вещательной политики, прописанной в выданной лицензии, а все творческие и технические сотрудники нового телеканала числились в штате некоммерческого партнёрства «Росмедиаком», которое занималось производством всех собственных передач «Спорта», а также закупало для показа по каналу все телепрограммы стороннего производства и права на российские телетрансляции (на мировые турниры права, как и ранее, принадлежали самому холдингу ВГТРК, с возможностью полного или частичного показа на «России» и других собственных каналах холдинга).

### Телеканал «Спорт» (2003—2009 годы)
12 июня 2003 года в 7:55 мск ВГТРК запустила телеканал под названием «Спорт». На тот момент телеканал не имел метровой частоты, а вещал на 25 ТВК, где первоначально планировалось запустить русскую версию телеканала «Euronews», охват вещания составлял всего 5 % столицы. Согласно сотрудникам телеканала, его вещание удалось наладить в кратчайшие сроки — всего за два месяца. В первый год существования канала «Спорт» большую роль в его существовании играла телекомпания «НТВ-Плюс»: так, тогдашний директор её спортивных каналов Алексей Бурков вошёл в число топ-менеджеров телеканала, а между телеканалами было заключено соглашение о сотрудничестве. Оно позволяло «Спорту» показывать отдельные трансляции «НТВ-Плюс» в записи спустя несколько недель после оригинальной трансляции — с параллельным логотипом «НТВ-Плюс Спорт». Впоследствии это сотрудничество сойдёт на нет по неясным причинам. Также, в первый год существования канала «Спорт» его спутниковая трансляция через «НТВ-Плюс» не велась — она началась только через год, 11 сентября 2004 года.
Главным редактором нового телеканала стал известный спортивный журналист, директор Дирекции спортивных программ телеканала «Россия» Василий Кикнадзе, а главным продюсером — Дмитрий Анисимов. В первые месяцы вещания на канале также работал Владимир Гомельский, занимавший должность первого заместителя генерального директора (впоследствии перешёл на 7ТВ, а затем на «Первый канал»). В основу штата нового телеканала вошли все спортивные журналисты, уже числившиеся в штате сотрудников телеканала «Россия». В связи с этим обстоятельством «Спорт» сталкивался с кадровыми сложностями: разные виды спорта, в том числе и по нескольку трансляций в сутки, отрабатывали одни и те же комментаторы (Григорий Твалтвадзе, Николай Попов, Дмитрий Губерниев), на части эфиров могли работать эксперты из мира большого спорта без помощи профессиональных телекомментаторов (позднее — в паре с ними) или же журналисты из сторонних периодических, преимущественно — печатных СМИ (как Александр Беленький). Штат продолжали формировать и через 3-4 месяца после запуска канала в эфир — в частности, со временем туда постепенно начали переходить и новые лица — в основном, с «7ТВ» и «НТВ-Плюс». Персонал телеканала «Спорт» по данным 2004 года составлял цифру примерно в 400 человек.

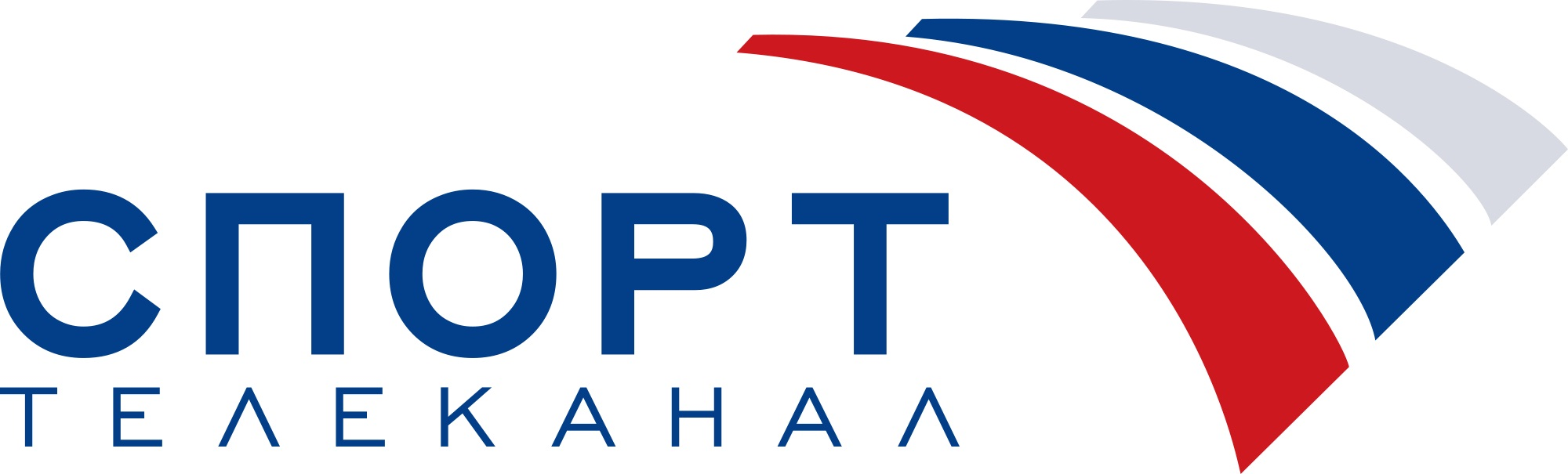
Логотип телеканала «Спорт» с 22 июня 2003 по 23 апреля 2009 года

Председатель ВГТРК Олег Добродеев в одном из интервью определял «Спорт» как значимый и необходимый для российского общества телеканал социальной терапии, который «обладает уникальным психотерапевтическим воздействием для такой страны, как Россия, где много депрессии и проблем». При этом сам запуск канала в метровом диапазоне противоречил зарубежному опыту телевещания: ни в одной другой стране мира (даже в странах СНГ) специализированный спортивный телеканал никогда не существовал на центральной кнопке и на метровой частоте, тем более — в форме государственного вещателя.
22 июня 2003 года в 0:25 телеканал «Спорт» занял частоту ЗАО «Шестой телеканал» (вещавшего под брендом «ТВС»). Для начала вещания канала «Спорт» на метровой частоте Министерство по делам печати и телерадиовещания временно, сначала — до конца 2003 года, затем — до конца 2004 года предоставило частоту. В пакете кабельного оператора «Мостелеком» вещание «Спорта» вместо отключённого там чуть ранее ТВС началось на сутки позже (23 июня). Несмотря на это, в первый год существования телеканал осуществлял своё вещание далеко не во всех регионах России: в части городов из бывшей сети Шестого канала после переключения с ТВС на «Спорт» вещатели приняли решение о смене сетевого партнёра или переходе на демонстрацию местных программ. Параллельно, в различных СМИ неоднократно появлялась информация о том, что в течение 2003—2004 годов «Спорт» может исчезнуть с шестой кнопки, а на его место придёт общественно-политический телеканал «Новости-24» производства ВГТРК. Однако данная информация была опровергнута причастным к запуску канала менеджером Григорием Кричевским (бывшим руководителем служб информации каналов ТВ-6 и ТВС): он заявил, что на шестую частоту информационный канал ВГТРК не претендует, а выйдет он на 25 ТВК, на котором и начинал вещание «Спорт».
К концу 2004 года единственный оставшийся законный владелец лицензии — «Московская независимая вещательная корпорация» — передал права на осуществление вещания телеканалу «Спорт». Впоследствии «МНВК» была ликвидирована. С 1 января 2005 года действие лицензии МНВК от 1999 года окончательно истекло, после чего правообладание шестым каналом перешло к некоммерческому партнёрству «Медиа-Социум» (учредителю канала ТВС), которое на тот момент продолжало своё существование, а его владельцем оставался Олег Дерипаска. В результате вещание телеканала продлилось вплоть до мая 2007 года, когда последняя лицензия истекла. Спортивная тематика противоречила условиям лицензии, согласно которой на шестой кнопке должен был вещать общественно-политический телеканал. Также в основе лицензии «МНВК» лежала концепция канала «ТВ-6», который перестал существовать по политическим причинам в 2002 году.
1 июля 2005 года ВГТРК запустил международную версию «Спорта», телеканал «Планета Спорт», для вещания на страны ближнего и дальнего зарубежья. Его эфирную сетку составляли трансляции внутрироссийских соревнований, а также авторские и информационно-аналитические программы «Спорта». Телеканал прекратил вещание в ночь на 15 апреля 2009 года после выпуска программы «Вести-спорт».
К концу 2005 года в Шаболовском телецентре, где с самого начала вещания располагались редакция и аппаратно-студийный комплекс «Спорта», был завершён переход на вещание в цифровом виде, что существенно улучшило качество выдачи программ и распространения телесигнала.
18 мая 2007 года телеканал запустил свой интернет-проект — сайт Sportbox.ru. До этого, в 2003—2007 годах фактическим интернет-представительством телеканала являлся сайт с доменным именем www.rtr-sport.ru, который, в свою очередь, возник ещё в 2002 году как проект спортивной редакции телеканала РТР (затем переименованного в канал «Россия»).

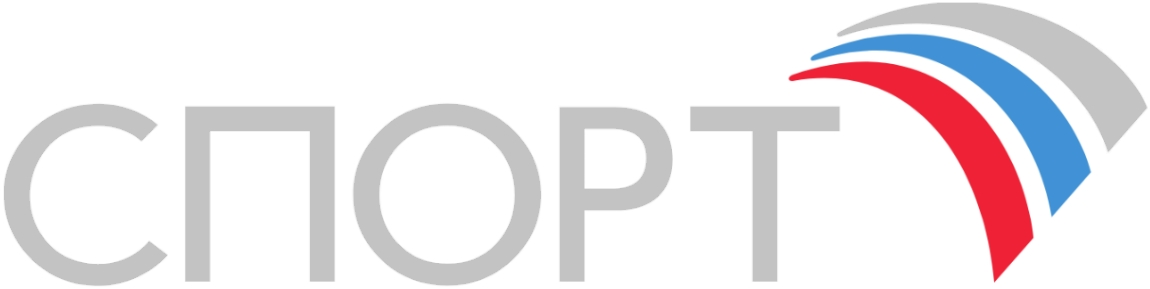
Логотип телеканала «Спорт» с 24 апреля по 31 декабря 2009 года

24 июля 2007 года лицензия телеканала была аннулирована. 29 августа состоялся конкурс на пул частот под концепцию «Спортивное вещание». В конкурсе приняли участие «Спорт» и «7ТВ». Федеральная конкурсная комиссия отдала предпочтение «Спорту» и в результате эфир «Спорта» продолжился на тех же частотах.
24 июня 2009 года, согласно Указу Президента России, телеканал был включён в первый мультиплекс цифрового телевидения России, как общеобязательный канал для распространения на всей территории страны.
Сетка вещания
Вещание 12 июня 2003 года на 25 ТВК открыли выпуск «Вести-Спорт» в 8:00 мск и запись матча 12-го тура РФПЛ «Локомотив» — «Спартак». Трансляция телеканала на 6 ТВК (22 июня 2003 в 0:25 мск) после отключения канала «ТВС» началась с демонстрации повтора футбольного матча 13-го тура РФПЛ «Ротор» — «Локомотив» от 19 июня 2003 года (без упоминания в печатных телепрограммах).
Сетка вещания канала, помимо являвшихся её основой прямых и отложенных спортивных трансляций и выпусков новостей «Вести-Спорт», включала в себя и студийные обзорные форматы о российском футболе («Футбол России»), хоккее («Хоккей России»), баскетболе («Баскетбол России») и волейболе («Волейбол России»). Продолжила выход в эфир программа Григория Твалтвадзе «Золотой пьедестал» (сначала в эфир выходили повторы, а затем и свежие выпуски). На начальном периоде работы в сетке вещания канала из-за острой нехватки интересного контента для заполнения круглосуточного телеэфира также присутствовали трансляции второразрядных соревнований или повторы чемпионатов не первой свежести в больших количествах (сокращавшиеся по мере получения ВГТРК прав на актуальные соревнования). Среди них (особенно в первые месяцы эфира «Спорта») были и записи собственных трансляций из архива ВГТРК, таких как футбольные Евро-1996 и Евро-2000 и Чемпионат России по футболу 2002 (права на их первый показ также принадлежали госхолдингу). Между ними шли выпуски новостей «Eurosport News» с закадровым переводом на русский язык (с 12 июня 2003) и короткие программы «Спортивный календарь» и «Спорт каждый день» (с 24 ноября 2003), впоследствии прекратившие существование. Ещё в сетке были представлены переводные обзоры английского, французского и итальянского футбольных первенств, переводные документальные фильмы и передачи о спорте (их показ прекратился в середине 2000-х годов). Итоги спортивной недели предоставляла программа «Неделя спорта» с Александром Гурновым, первая версия которой была закрыта в апреле 2004 года по распоряжению Василия Кикнадзе. Неудачей завершился запуск как утреннего информационно-развлекательного канала «На старт!» (закрытого в июне 2004 года), так и интерактивного ночного «Оле» (в феврале 2004 года отправленного на переработку формата, но не вышедшего с неё в итоге).
С 12 июня по 31 августа 2003 года трансляция канала «Спорт» осуществлялась без рекламы. Коммерческая реклама появилась на канале только с 1 сентября. После появления на «Спорте» рекламы телекритики начали указывать на зависимость его эфира от регулярно показывавшихся роликов пивной продукции.
С учётом разницы во времени между разными российскими регионами в основу концепции вещания «Спорта» был сразу же заложен принцип круглосуточного сквозного вещания на всю страну. Канал транслировал свои передачи и повторы соревнований, показывавшихся в Москве в прямом эфире, так, чтобы все зрители в разных городах видели одни и те же программы и телетрансляции в удобное для них время. По этой же причине первое время (с июня 2003 по январь 2004 года) «Спорт» вещал без общефедеральных технических перерывов в ночь со вторника со среду (каждую третью среду, раз в 4 месяца до 10:00 МСК) — они были введены только с 21 января 2004 года, по аналогии с «ТВ-6» и «ТВС» — также в один день с НТВ и «Культурой». При этом версия канала «Спорт», а затем и канала «Россия-2» для зрителей Москвы и Московской области уже с самого начала имела некоторые программные отличия от спутниковых версий. В частности, вещание с 1:45 до 7:00, затем с 1:45 до 6:00 еженедельно в ночь с понедельника на вторник и с 7:00 до 15:00 в четвёртый четверг каждого месяца (также по аналогии с «ТВ-6» и «ТВС», но в их случаях профилактические работы распространялись на всю сеть вещания телеканала) в московском регионе не осуществлялось в связи с местными профилактическими работами. До 2005 года во время региональных профилактических работ вместо видеокартинки транслировалась настроечная таблица без логотипа (УЭИТ, реже — генератор цветных полос), а звук от прямой трансляции канала продолжал идти в радиоварианте. С осени 2004 года сетка канала для Московского региона также включала в себя местные рекламные ролики под шапкой «Реклама-Москва» и выпуски новостей «Местное время. Вести-Спорт-Москва».
В период с 2004 по 2006 год программное вещание «Спорта» постепенно расширилось: к уже имевшимся проектам добавились небольшая передача «Дополнительное время» (в одном из вариантов которой показывались наиболее запоминающиеся курьёзные нарезки телетрансляций под музыку со словами, по аналогии с Watts на Eurosport и ранее на REN-TV в спортивно-развлекательном телеобозрении «1/52»), тематические программы об автоспорте («Скоростной участок»), экстриме («Точка отрыва») и восточных единоборствах («Путь дракона» с Глебом Музруковым). Во втором сезоне работы канала (2004/2005 годов) его сетка вещания также наполнялась детскими спортивными программами («Весёлые старты»), а также интерактивными лотереями и викторинами («Русский бильярд», «Фанатский клуб», «Знаток» и «Поединок»), впоследствии убранными из эфира. С 3 декабря 2004 по 27 мая 2013 года также работал проект «Местное время. Вести-Спорт», в рамках которого региональные ГТРК выпускали местные новости спорта, однако в силу того, что канал «Спорт» вещал не во всех центрах субъектов Российской Федерации, низкой технической проникновенности телеканала в отдельных регионах, а также того, что в некоторых региональных центрах (например, Самара и Екатеринбург) «Спорт» вещал через коммерческих вещателей, в проекте принимали участие далеко не все дочерние компании (с 2007 года — филиалы) ВГТРК. В 2005 году на канале появилась передача о Формуле-1 («Гран-при с Алексеем Поповым»), а в 2006 году начали выходить программа о спортивной рыбалке («Рыбалка с Радзишевским») и об истории спорта — «Летопись спорта» с Александром Елагиным, затем с Юрием Голубцовым. Кроме этого, в сетке вещания появлялись и другие телевизионные лотереи, такие как «Спортлото», а также перешедшие с канала «Россия» «Русское лото» и «Бинго-миллион».
В августе 2004 и в феврале 2006 года, во время трансляций летних Олимпийских игр в Афинах и зимних Олимпийских игр в Турине в режиме нон-стоп рейтинги «Спорта» достигали рекордных для специализированного канала показателей — 11,2 % и 14,7 %. Телеканал продолжит трансляцию Олимпийских игр в режиме нон-стоп и в дальнейшем. В остальные недели доля вещателя варьировалась от 2,6 до 5,2 %. В том же 2004 году при участии Романа Абрамовича «Спорт» получил права на показ Английской футбольной премьер-лиги, преимущественно — игр с участием принадлежащего олигарху клуба «Челси». Показ турнира осуществлялся до 2007 года.
Помимо этого, с 2004 года «Спорт» стал постоянным вещателем матчей российских футбольных клубов, проходивших в рамках кубка УЕФА (до его появления трансляции таких игр этого турнира осуществляли разные вещатели и не всегда в полном объёме, в сезоне 2003/2004 годов этим занимался канал 7ТВ). Тем не менее, некоторая часть матчей с российскими представителями в Кубке УЕФА всё же показывалась на других каналах (права на показ игр до 2009 года распределялись через футбольные клубы). В 2005 и 2008 годах канал «Спорт» переуступил телеканалу «Россия» прямые трансляции финалов кубка с участием ЦСКА и «Зенита» соответственно, в связи с особенностями распространения своего сигнала. Аналогичная процедура была проделана в те же годы с Суперкубком УЕФА и с финалом Лиги Чемпионов УЕФА в мае 2008 года, а с 2007 по 2015 год — ещё и с полуфиналами и финалами (с последними — до 2009) мирового хоккейного первенства.
В конце 2005 года телеканал «Спорт» из-за низких рейтингов и высокой стоимости трансляций отказался от показа шедшего в его эфире с 2003 года чемпионата мира по автогонкам в классе «Формула-1», передав права на трансляции телеканалу REN-TV (куда также перешёл и «российский голос Формулы-1» Алексей Попов), изначально — на 5 лет, де-факто — только на 3 года. В мае 2006 года на телеканале впервые был показан Чемпионат мира по хоккею (права на это соревнование перешли с ТВЦ). В августе 2006 года «Спорт» получил право на показ части матчей Лиги Чемпионов УЕФА (до этого канал не имел права даже на показ фрагментов игр в выпусках новостей, исключение составляли собственные съёмочные бригады на московских матчах), став эфирным бродкастером турнира на период с сентября 2006 по май 2009 года вместо телеканала НТВ, по сублицензионному договору с «НТВ-Плюс» (домашние матчи российских команд показывались каналом в прямом эфире, выездные — в записи спустя 2 часа после фактического окончания игры и затем в повторах днём). По такому же договору с марта 2007 года на «Спорте» осуществлялся и показ матчей российской футбольной премьер-лиги. Такая сублицензия от ставшего главным бродкастером турнира спутникового оператора «НТВ-Плюс» была получена ВГТРК только после вмешательства в вопрос президента Путина, публично обеспокоившегося отсутствием возможностей для бесплатного просмотра по телевизору внутрироссийского первенства. Вместо Английской футбольной премьер-лиги в 2007 году был начат показ Чемпионата Италии по футболу (серии А, до 2010 года).
C 5 февраля 2007 года возобновляет своё существование в телеэфире канала итоговая информационно-аналитическая программа «Неделя спорта», которую вели поочерёдно Алексей Попов (вернувшийся после годового перерыва с РЕН ТВ) и Дмитрий Губерниев. Одновременно в рамках программы появляется премия «Золотой пьедестал», в которой зрители путём голосования по SMS (а с мая 2007 года — ещё и на сайте Sportbox.ru) определяли лучшего спортсмена России за прошедший месяц, а затем и за весь год. В последние дни декабря каждого года в специальной телепрограмме в прямом эфире проходило финальное голосование уже только за кандидатов, побеждавших по итогам предыдущих месяцев. 31 декабря назывался победитель. Проект «Золотой пьедестал» просуществовал до сентября 2015 года.
С 3 сентября 2007 по 30 декабря 2009 года на канале «Спорт» в утреннее время в специально выделенном блоке транслировались передачи детского телеканала «Бибигон». Во время данных передач логотип телеканала «Спорт» адаптировался под логотип «Бибигона».
С 1 ноября 2008 года телеканал начал трансляцию игр Национальной баскетбольной ассоциации (как напрямую, в ночном или утреннем эфире, так и в повторах), а чуть ранее — и матчей недавно созданной Континентальной хоккейной лиги. В марте 2009 года на телеканале «Спорт» возобновился показ чемпионата мира по автогонкам в классе «Формула-1», в мае 2009 года — завершились права на показ Лиги Чемпионов УЕФА, после чего они отошли обратно к каналу НТВ (при этом канал снова потерял права на использование видеокартинки с её игр в новостных блоках, вместо видеокадров из трансляции показывались фотографии, выкупленные у агентств). ВГТРК не стала продлевать контракты на показ всех футбольных еврокубков, поскольку они были слишком обременительными для госкомпании. Кроме того, на телеканале начались финансовые проблемы, которые, главным образом, и послужили толчком ко всем последующим событиям. В частности, по этим причинам финал Лиги Чемпионов 2008/2009 годов на «Спорте» комментировался не с места, как обычно, а из Москвы, а сам же канал снова стал заполнять свой эфир многочисленными второразрядными трансляциями с внутрироссийских первенств, как в самом начале вещания.

### Телеканал «Россия-2» (2010—2015 годы)
30 сентября 2009 года стало известно, что с января 2010 года телеканал «Спорт» сменит название и поменяет концепцию. При этом спортивное вещание, согласно заявлению, будет сохранено — оно будет занимать треть сетки вещания.

Необходимо смотреть чуть вперёд на структурирование холдинга, и мы решили пойти по опробованному маршруту — на базе телеканала «Спорт» будем делать телеканал с названием «Россия-2». Но при этом мы сохраняем объём прямоэфирного спорта и не будем отказываться от трансляции социально значимых видов спорта, таких как футбол, хоккей, волейбол, баскетбол. Наиболее интересные спортивные соревнования проходили вечером, и поэтому в дневное время телеканал вынужден был транслировать либо повторы соревнований, либо не столь интересные спортивные события. Если мы уйдём от спортивного мелкотемья, это нам позволит сосредоточиться на главных соревнованиях. Этот телеканал будет адресован иной аудитории, чем аудитория телеканала «Россия». Это будет более молодая, активная, я бы даже сказал, жёсткая аудитория.— Из заявления генерального директора ВГТРК Олега Добродеева агентствам «Интерфакс» и РИА «Новости»

Телеканал «Спорт» в том формате, в котором он существует, достиг предела своих возможностей. Это, в первую очередь, связано с тем, что творится на рынке телемаркетинга. Конкуренция между платными спортивными каналами за эксклюзивные права на трансляции подняла цены в четыре-пять раз. Причём это касается не только крупнейших событий, но и соревнований второго эшелона. При этом, запуская проект «Россия-2», мы не отказываемся от спорта. Все знаковые события — футбол, хоккей, баскетбол, волейбол — будут идти в прямом эфире и в наиболее полном объёме. Мы только избавимся от повторов и низкорейтинговых спортивных трансляций, которыми были вынуждены заполнять дневной эфир. Мы намерены значительно омолодить аудиторию телеканала. На новом телеканале мы сможем показывать в прайм-тайм то кино и те сериалы, которые на «России» может воспринимать только аудитория полуночников. Такие шаги позволят нам создать привлекательный для рекламодателя продукт, привлечь новую аудиторию, которой программы больших федеральных телеканалов не столь интересны, и укрепить спортивное вещание холдинга.— Из заявления Добродеева газете «Труд»

Заранее хочу всех успокоить: в любом случае спорта на новом телеканале будет не меньше. Не для того этот проект [телеканал «Спорт»] создавался в 2002 году — в том числе, и при участии первых лиц государства. Интересы любителей спорта и простых болельщиков не будут ущемлены.— Министр Российской Федерации по делам спорта, молодёжи и туризма Виталий Мутко
По мнению тогдашнего главного продюсера «Спорта» Дмитрия Анисимова, специализированный телеканал начали переформатировать в полуспортивный познавательный в связи с тем, что во властных кругах времён тогдашнего президента РФ Дмитрия Медведева было принято решение использовать эту кнопку для активной работы с молодёжной целевой аудиторией; косвенно его слова подтверждают и другие статьи в политической периодике тех лет. По другой версии, перепрофилирование также могло быть связано с желанием ВГТРК избавиться от неприбыльных активов в связи с последствиями мирового финансового кризиса (к таковым в те годы в том числе относился и телеканал «Спорт»).
23 декабря 2009 года в интервью газете «Коммерсант» Добродеев подтвердил, что спортивные трансляции останутся на телеканале, а в феврале большая часть эфирного времени будет отдана трансляциям соревнований на зимних Олимпийских играх в Ванкувере. Кроме того, подтвердилась информация, что 1 января 2010 года ребрендинг случится.

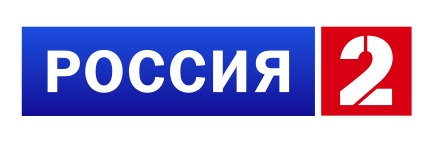
Логотип телеканала «Россия-2» с 1 января 2010 по 25 сентября 2011 года

1 января 2010 года, после новогоднего обращения президента России (после полуночи по московскому времени) телеканал сменил своё название и логотип на «Россию-2». Первой программой обновлённого телеканала, чьё новое название не упоминалось в печатных телепрограммах до 17 января 2010 года включительно, стал блок познавательных передач недавно возникшего дочернего канала цифрового телевидения ВГТРК «Моя планета».
С 1 февраля 2015 года решением руководства ВГТРК и ФГУП «РТРС» телеканал «Россия-2» поэтапно прекращал аналоговое вещание в ряде населённых пунктов России. Вещание в них продолжалось на частотах цифрового эфирного телевидения в составе пакета обязательных цифровых каналов «РТРС-1».
Сетка вещания
11 января 2010 года в интервью РИА «Новости» новый главный редактор телеканала Дмитрий Медников заявил, что у руководства ВГТРК «есть много идей» относительно того, каким должен быть телеканал, однако главной задачей «России-2» является привлечение интереса широкой аудитории к спортивному вещанию.

Сейчас главное, помимо появления каких-то познавательных линеек, это привлечение к спортивной части вещания интереса не только аудитории болельщиков и спортсменов, но более универсальной аудитории. Для этого необходимо пойти по дороге, по которой в демонстрации спорта идут не нишевые и узкоспециализированные телеканалы, а по которому идут универсальные федеральные каналы. То есть это максимальное создание портретов, представления спортсменов, обозначение за счет этого драматургии происходящих спортивных событий — это ключевая вещь.— Новый телеканал «Россия-2» намерен привлечь внимание широкой аудитории. РИА Новости (11 января 2010). Дата обращения: 12 января 2010. Архивировано 8 апреля 2012 года.
Медников также заявил, что в целом спортивная тематика на канале останется.
12 марта 2010 года, за несколько часов до начала первого матча чемпионата России по футболу, между ВГТРК и «НТВ-Плюс» начались переговоры о трансляции матчей первенства. К 6 апреля переговоры зашли в тупик. К решению вопроса подключилась как депутаты Государственной Думы, предложившие обязать ВГТРК закупать права на показ матчей, так и рядовые болельщики, в частности, житель Приморья Николай Смирнов предложил совместными усилиями выкупить права на трансляцию у «НТВ-Плюс». 25 апреля 2010 года премьер-министр Российской Федерации Владимир Путин заявил, что «Россия-2» будет показывать матчи чемпионата России по футболу и пообещал помочь ВГТРК деньгами в случае необходимости.
В августе 2010 года ВГТРК снова приобрела права на трансляцию английской футбольной премьер-лиги, которые в 2007—2010 годах принадлежали «НТВ-Плюс», но спустя три года, с сезона 2013/2014 премьер-лигу снова показывает «НТВ-Плюс».
С конца 2010 до октября 2015 года телеканал вещал в формате, близком к концепции «мужского канала». Сетка вещания состояла из блоков познавательных документальных фильмов «Моя планета», «Наука 2.0», «Полигон» и «Эволюция», передач о рыбалке, автомобилях, активном отдыхе, путешествиях. Также на канале выходили информационные программы «Вести.ru» и «Вести.ru. Пятница», в которых изначально были представлены новости без политики, но чуть позже в них стали рассказываться только новости науки и технологий. При этом, основной составляющей канала по-прежнему оставалось спортивное вещание — оно стало занимать чуть более трети сетки (40 % согласно лицензии) и было в основном представлено трансляциями футбола, хоккея, биатлона, Формулы-1 и смешанных единоборств. При этом на канале появились новые спортивные программы («Биатлон с Дмитрием Губерниевым», «Футбол.ru»). В программной сетке доминировало зарубежное кино с участием Стивена Сигала, а также другие похожие боевики. Одно время на канале демонстрировались повторы сериала «Улицы разбитых фонарей» (серии тех же сезонов, что ранее шли на основной «России» также в повторах).
С ноября 2011 по июнь 2012 года телеканал показывал матчи НХЛ. Также на «России-2» транслировались матчи Первенства ФНЛ (сезоны 2011/12 и 2012/13), в сезоне 2012/13 выходила также программа «География ФНЛ» о городах с командами-участниками Первенства ФНЛ. Осенью 2012 года канал начал вести регулярные трансляции турниров по смешанным единоборствам Bellator.
Летом 2012 года телеканал «Россия-2» прекратил показ трансляций матчей РФПЛ по причине смены компании, обладавшей правами на трансляцию матчей. Сменившее «НТВ-Плюс» в этой роли ООО «Лига-ТВ» намеревалось показать как можно больше матчей на платном канале «Наш футбол» и по этой причине не считало необходимым вести переговоры с дирекцией спортивных каналов ВГТРК. Эфирным бродкастером турнира вместо ВГТРК при этом стал телеканал НТВ.
1 апреля 2013 года Дмитрий Медников, в связи с внутренними перестановками внутри холдинга ВГТРК, ушёл с поста главного редактора канала, на его место был назначен Игорь Шестаков (руководитель утреннего вещания холдинга и канала «Москва 24»). После этого, с 1 июня 2013 года на телеканале был закрыт ряд спортивных телепередач собственного производства («Неделя спорта», «Футбол России», «Футбол.ru», «Хоккей России» и «Всё включено»). На смену программе «Вести-спорт» и многим вышеуказанным телепередачам пришла новая передача под названием «Большой спорт», а вместо передач «Футбол России» и «Футбол.ru» с 2014 года стала выходить новая программа «Большой футбол».
Весной-летом 2013 года ВГТРК заявляла о планах запустить новый спортивный телеканал «Спорт-24» (аналог «России-24»), а также о переводе «России-2» в формат HD. Однако, данные проекты могли реализоваться ещё 8 сентября 2012 года.
10 августа 2013 года все зарубежные фильмы были полностью выведены из сетки вещания и их место заняли преимущественно российские фильмы и сериалы («Охота на пиранью», «Кандагар», «Путь» и др.). Также телеканал развивал собственное производство сериалов — по его заказу были выпущены и показаны такие сериалы, как «Позывной „Стая“», «Погружение», «Клянёмся защищать», «Проект „Золотой глаз“», «Дело Батагами», «Две легенды» и другие. Раз в год на канале также стала идти записная трансляция военно-патриотического шоу «Танковый биатлон»; с разной периодичностью в эфирной сетке появлялся и другой повторный контент с основного канала «Россия-1» (документальный цикл «Освободители», музыкальное шоу «Главная сцена»).
На время проведения зимних Олимпийских игр 2014 года «Россия-2» стал круглосуточным олимпийским каналом. Все передачи, выходящие на нём, кроме прямых и записных трансляций Олимпиады, а также передач на тему игр, были временно отменены. После завершения Олимпиады в Сочи в эфир вернулись все программы.
В июне и июле 2015 года иностранное кино временно вернулось в сетку «России-2»: по выходным проходил показ зарубежных боевиков недавнего прошлого.

### Закрытие
После завершения зимней Олимпиады и начавшегося валютного кризиса в России владельцу канала в лице ВГТРК стало очень тяжело содержать специализированные телеканалы со спортивной тематикой, в том числе и «Россию-2». Известно, что Олег Добродеев разговаривал с главой корпорации «Газпром» Алексеем Миллером о возможности продажи «России-2» «Газпром-Медиа Холдингу». Первая информация о возможной продаже появилась в интернете в апреле 2015 года.
15 июля 2015 года Президент Российской Федерации Владимир Путин внёс изменения в указ «Об общероссийских обязательных общедоступных телерадиоканалах», согласно которому «Матч ТВ» (такое название получил новый телеканал) заменил «Россию-2» в пункте 3 этого перечня. 31 июля того же года была выпущена первая лицензия «Матч ТВ», куда перенесли все действовавшие на тот момент частоты «России-2», которая временно, с 1 августа по 31 октября, осуществляла своё вещание вместо «Матч ТВ» на всей сети его распространения.
После переоформления лицензии с ВГТРК на ООО «Национальный спортивный телеканал» (с 1 августа по 31 октября 2015 года) в заставке указывалась информация о свидетельстве о регистрации СМИ «Матч ТВ» в нижней части экрана, при этом транслировавшийся в этой заставке до 31 июля 2015 года укороченный вариант логотипа — «Р2» — не показывался.
30 сентября 2015 года спортивная редакция ВГТРК была расформирована, а последний месяц вещания весь её штат работал на канале уже будучи сотрудниками учредителя «Матч ТВ» в лице ООО «Национальный спортивный телеканал». С начала октября в эфир телеканала периодически ставились прямые трансляции матчей европейских футбольных чемпионатов и матчей Российской Премьер-лиги из пакета «НТВ-Плюс» под шапкой «„Матч ТВ“ представляет», а с 21 по 30 октября 2015 года — ещё и проморолики с рефреном «#всенаматч!».
Последний день вещания почти был отдан спортивным трансляциям: телеканал показал прямые трансляции футбольных матчей РФПЛ (ЦСКА-Уфа), итальянской серии A (Ювентус-Торино и Интер-Рома), квалификации Гран-при Мексики Формулы-1, чемпионата мира по спортивной гимнастике и был показан заключительный выпуск «Большого спорта». Последней передачей канала стал ночной повтор трансляции боксёрского поединка от 22 мая 2015 года между Александром Поветкиным и Майком Пересом с комментариями Бориса Скрипко, Вячеслава Яновского и Григория Стангрита. Официально канал прекратил вещание 1 ноября 2015 года в 6:00 по московскому времени, спустя полчаса на его частоте началось вещание телеканала «Матч ТВ» (в это время шёл обратный отсчёт до начала его вещания).
После закрытия телеканала его сайт 2.russia.tv в течение пяти лет продолжал работать, не обновляясь с 30 октября 2015 года. Официальные страницы «России-2» в социальных сетях также перестали публиковать обновления с этой же даты. Сайт был окончательно закрыт в январе 2021 года, а все новости, видео и страницы передач были перенесены в базу медиаплатформы «Смотрим.ру». Бывшие помещения телеканала в Шаболовском телецентре сразу же после закрытия «России-2» были переданы телеканалу «Культура».

## Резонансные события
8 августа 2014 года во время трансляции байкерского фестиваля «Возвращение», организованного клубом «Ночные волки» и проходившего в Севастополе, телеканал вместе с официальным Twitter-аккаунтом новостного канала «Россия-24» показали свастику, составленную участвовавшими в представлении актёрами в чёрном. По данным сайта «Крым. Реалии», байкеры, сформировавшие свастику, «хотели указать на события, происходившие на Украине во время Евромайдана».

## Руководители

### Генеральные директора
- Василий Кикнадзе (2003—2009)[310]

### Главные редакторы
- Василий Кикнадзе (2003—2009)[311]
- Дмитрий Медников (2010—2013)[312]
- Игорь Шестаков (2013—2015)[313]

### Руководители Объединённой редакции спортивных каналов ВГТРК
Директора
- Дмитрий Анисимов (2010—2013)[314][315]
- Александр Тащин (2013—2015)[316][317]

Главные редакторы
- Дмитрий Губерниев (2013—2015)[318][319]

### Главные продюсеры
- Дмитрий Анисимов (2003—2009)[320][321][322]
- Александра Матвеева (2010—2013)[323][324]

### Программные директора
- Андрей Возиян (2003—2010)[325][326][327]

### Музыкальные оформители
- Илико Читашвили[328][329], Олег Литвишко[330], Александр Салоид (до 2015 года)

## Программная политика
Дмитрий Медников о популяризации спорта каналом «Россия-2»

— Вы сказали, программы, так или иначе связанные со спортом, что именно подразумевается под этим?
— Здесь нельзя ответить однозначно, поскольку речь идет о решении достаточно широкого спектра задач. Всё дело в том, что в России, преподнося обществу спорт, очень многое упустили с точки зрения создания национальной героики. И поэтому зачастую многие наши спортсмены становятся настоящими кумирами своих соотечественников, начиная выступать за рубежом и попадая в западную медиа-сферу. Здесь параллели можно провести от Андрея Аршавина до Александра Овечкина, от Марии Шараповой до Елены Исинбаевой.
— И что теперь делать?
— А просто у нас очень мало рассказывают о спортсменах, как о живых людях, о том, что у них рождаются дети, что они делают ремонт в своих квартирах, как отдыхают, какие трудности им удалось преодолеть, причём не только в спортивной карьере. И не только в специальных передачах об этом надо рассказывать. Принципиально важно найти способы реализовывать такие подходы непосредственно в спортивных анонсах, трансляциях, комментариях. Тогда люди будут «болеть» за людей.
Кроме того, мы хотим реализовать запуск новых форматов: викторин, даже юмористических программ, где спортсмены уже не будут спортсменами.

Кстати, подобный подход к нашим спортсменам уже показывает хороший результат. Я имею в виду нашего пилота в «Формуле-1» Виталия Петрова, который с этого года стал выступать за «Рено». «Формула» в этом году имеет долю в несколько раз большую, чем в прошлом. И что ещё принципиально, её аудитория является самой молодой. Принципиально — поскольку перед нами стоит задача в большей степени привлечь молодежь и к другим трансляциям.— «Мы серьёзно думаем над тем, как провести эксперимент с 3D». «Интерфакс» (14 апреля 2010). Дата обращения: 25 апреля 2010.